# Subosciner
För tyranni i meningen "styrt av tyrann", se tyrann.
Subosciner (Tyranni) är en grupp inom ordningen tättingar som omfattar ett tusental fågelarter där absoluta merparten återfinns i Sydamerika. Gruppens taxonomiska placering är under diskussion där vissa placerar den som en underordning, exempelvis Sibley & Ahlquist 1990, medan andra placerar den som en infraordning.
Denna grupp med fåglar har en annorlunda anatomisk utformning av muskulaturen i syrinx än de övriga arterna i underordningen Eupasseres, det vill säga de oscina tättingarna. 
Man antar att suboscinerna härstammar från västra Gondwanaland.

## Taxonomi
Hur ordningen tättingar ska indelas är omdiskuterat och det pågår mycket forskning kring ämnet. Denna indelning följer Ericson et. al 2003
Infraordning Subosciner
- Familj Pittor (Pittidae)
- Fam. Brednäbbar (Eurylaimidae)
- Fam. Asitier (Philepittidae)
- Fam. Sapayoa (Sapayaoidae) (har tidigare ingått i Pipridae och Tyrannidae)
- Fam. Prakttapakuler (Melanopareiidae) syn. månbröst
- Fam. Myrfåglar (Thamnophilidae)
- Fam. Knottfåglar (Conopophagidae) syn. myggätare
- Fam. Myrpittor (med släktena Grallaria, Hylopezus, Myrmothera och Grallaricula)
- Fam. Tapakuler (Rhinocryptidae) syn. ralltrastar och sångsmygar
- Fam. Myrtrastar (Formicariidae) syn. markmyrfåglar
- Fam. Ugnfåglar (Furnariidae)
- Fam. Kotingor (Cotingidae)
- Fam. Vassnäbbar (Oxyruncidae)
- Fam. Manakiner (Pipridae)
- Fam. Tyranner (Tyrannidae) syn. tyrannflugsnappare